# تريفور درايتون
تريفور درايتون (بالإنجليزية: Trevor Drayton)‏ هو رائد أعمال أسترالي، ولد في 18 فبراير 1955، وتوفي في 17 يناير 2008.